# Sten Samuelson

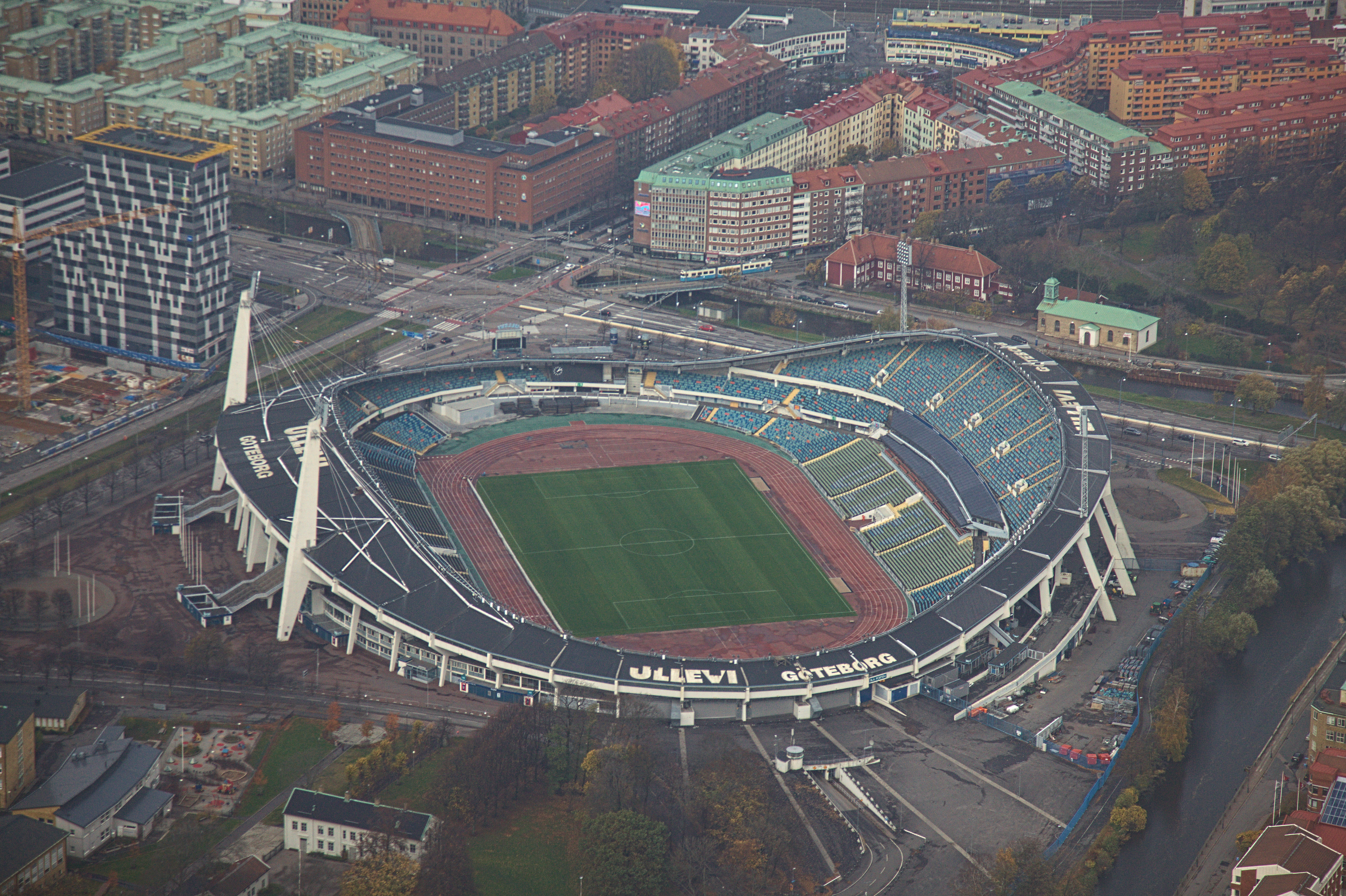
Ullevi stadion, Göteborg (1958).

Sten Samuelson, född 30 april 1926 i Ängelholm, död 4 juli 2002 i Montreux, Schweiz, var en svensk arkitekt. Han var professor vid Lunds tekniska högskola 1964–1983. Samuelson är en företrädare för svensk modernistisk efterkrigsarkitektur.

## Biografi
Sten Samuelson drev tillsammans med Fritz Jaenecke arkitektfirman Jaenecke & Samuelson fram till 1970. Tillsammans kom de att rita flera välkända offentliga byggnader under 1950- och 1960-talet i Sverige. Samuelson har även varit verksam internationellt. År 1957 deltog Samuelson tillsammans med Jaenecke vid Interbau i Berlin. De ritade Zeilen-Hochhaus, som i dagligt tal kallas Schwedenhaus, vid Altonaer Strasse i Hansaviertel. Samuelsson ritade även det hotellhöghus som idag är Novotel Warszawa Centrum, byggt av dåvarande Skånska Cementgjuteriet 1972-74.
Samuelson och Jaenecke ritade bland annat de moderna arenorna Ullevi och Malmö stadion inför fotbolls-VM 1958. Kännetecknande för Samuelsons byggnader är betong som byggmaterial vilket förutom i idrottsarenorna är tydligt i offentliga byggnader som Landskrona konsthall och senare Norrköpings stadsbibliotek och Helsingborgs lasaretts nybyggnation, det så kallade Centralblocket.
Centralblocket består av skelettliknande betongelement som ligger framför den indragna huvudfasaden och bildar därmed loftgång och balkong. Landskrona konsthall är ett renodlat exempel på en svensk modernistisk efterkrigsarkitektur. Ett exempel där Samuelsson istället använt tegel är Helgeandskyrkan i Lund. Samtidigt kännetecknas även Helgeandskyrkan av brutalistisk stil med sina tjocka tegelmurar. Till exempel Norrköpings stadsbibliotek har likheter med samtida arkitektur i Storbritannien och Västtyskland. Eurocs huvudkontor vid Limhamns kalkbrott i Malmö, ritat av Sten Samuelson 1977, är ett mycket tidigt exempel på postmodernism inom arkitekturen i Sverige (numera Victoria Park).
I sina senare byggnader har betonginslaget tonats ner, till exempel i de två stora projekten Malmö stadshus och Malmö konserthus (1985). Sankt Matteus kyrka (1983) bryter markant mot den traditionella bilden av en kyrka. Här inspirerades Samuelson av den omgivande parken och lät träden symboliskt fortsätta in i kyrkan. Yttertaket vilar på sex pelare, vilka ger associationer till träd med grenar och kronor. Taket, som till stora delar är i glas, ger kyrkan ett speciellt ljus.

## Byggnadsverk i urval
- Bostadshus på Köpenhamnsvägen, Malmö (1950-51, 1962-63). På översta våningen hade Sten Samuelson kontor tillsammans med Fritz Jaenecke.
- Radhus, Svalöv, med Fritz Jaenecke
- Bebyggelse, Östra Sorgenfri, Malmö, 1952-53, med Fritz Jaenecke
- Radhus, Bülow Hübes väg, Limhamn, Malmö, 1955-57, med Fritz Jaenecke
- Ullevi stadion, Göteborg, 1958, med Fritz Jaenecke
- Helsingkronagården (Helsingkrona nations studentbostadshus), Lund, 1955−58, med Fritz Jaenecke
- Malmö stadion, 1958, med Fritz Jaenecke
- Nya Brunnshotellet, Ronneby, 1961, med Fritz Jaenecke
- Landskrona konsthall, 1963, med Fritz Jaenecke
- Baltiska hallen, Malmö, 1964, med Fritz Jaenecke
- Engelbrektsboden, Gibraltargatan, Malmö, 1965, med Fritz Jaenecke
- Bostadsområde Kryddgränderna, Landskrona, 1965-67, med Fritz Jaenecke
- Hamilton House, Helsingborg, 1967, med Fritz Jaenecke
- Helsingborgshems huvudkontor, Drottninggatan 136, Helsingborg, 1967, med Fritz Jaenecke
- Träbolagets hus i hamnen, Malmö, med Fritz Jaenecke
- Helgeandskyrkan, Lund, 1968, med Fritz Jaenecke
- Frigoscandias huvudkontor, Helsingborg, 1970
- Sweden Centre, Tokyo, 1971
- Norrköpings stadsbibliotek, 1968–72
- Malmö sparbank Bikupan, Gustav Adolfs torg, 1970-1973[4]
- Sankt Knuts kyrka, Lund, 1973
- Ängelholms stadshus, 1974
- Novotel, Warszawa, 1974
- Langetthusen, Helsingborg, 1974
- Österlens folkhögskola, Tomelilla, 1974
- PK-banken, Stora Södergatan i Lund, 1978[4][5]
- Helsingborgs lasarett, 1975
- Lidingö stadshus, 1975, med Fritz Jaenecke
- Landskrona stadshus, 1976, med Inge Stoltz
- Eurocs huvudkontor, Limhamns kalkbrott, Malmö, 1977
- Sankt Matteus kyrka, Malmö 1981
- Malmö stadshus, 1983–85
- Malmö konserthus, 1985
- Egen villa, nu Ordbokens hus, Dalbyvägen 3, Lund, 1966-67[6]
- Huvudkontor för Anticimex, Stockholm, 1986
- NCC-byggnad, Nutmeg Lane, Poplar, London, 1989-92

## Bilder

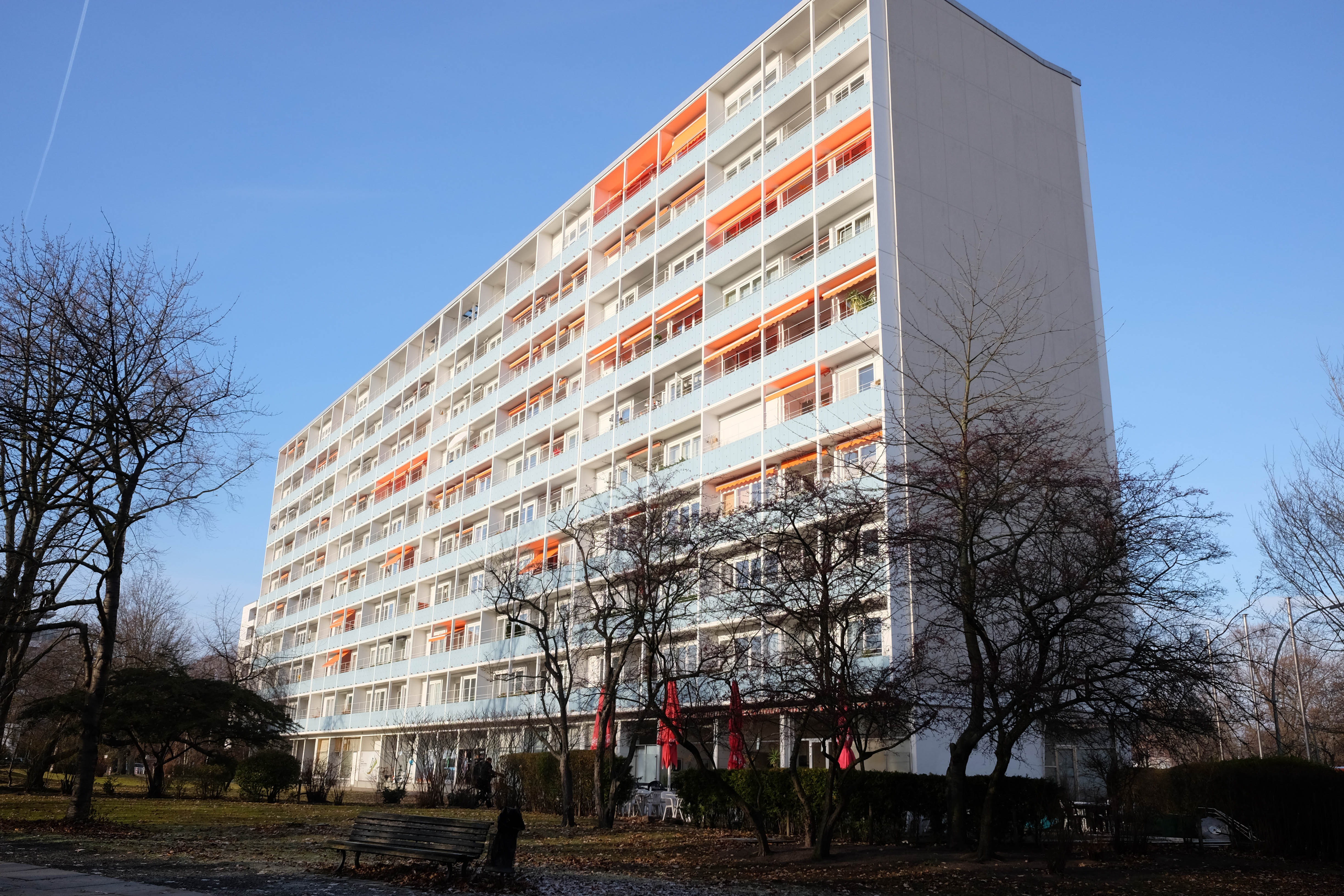
Schwedenhaus, Berlin (1957).
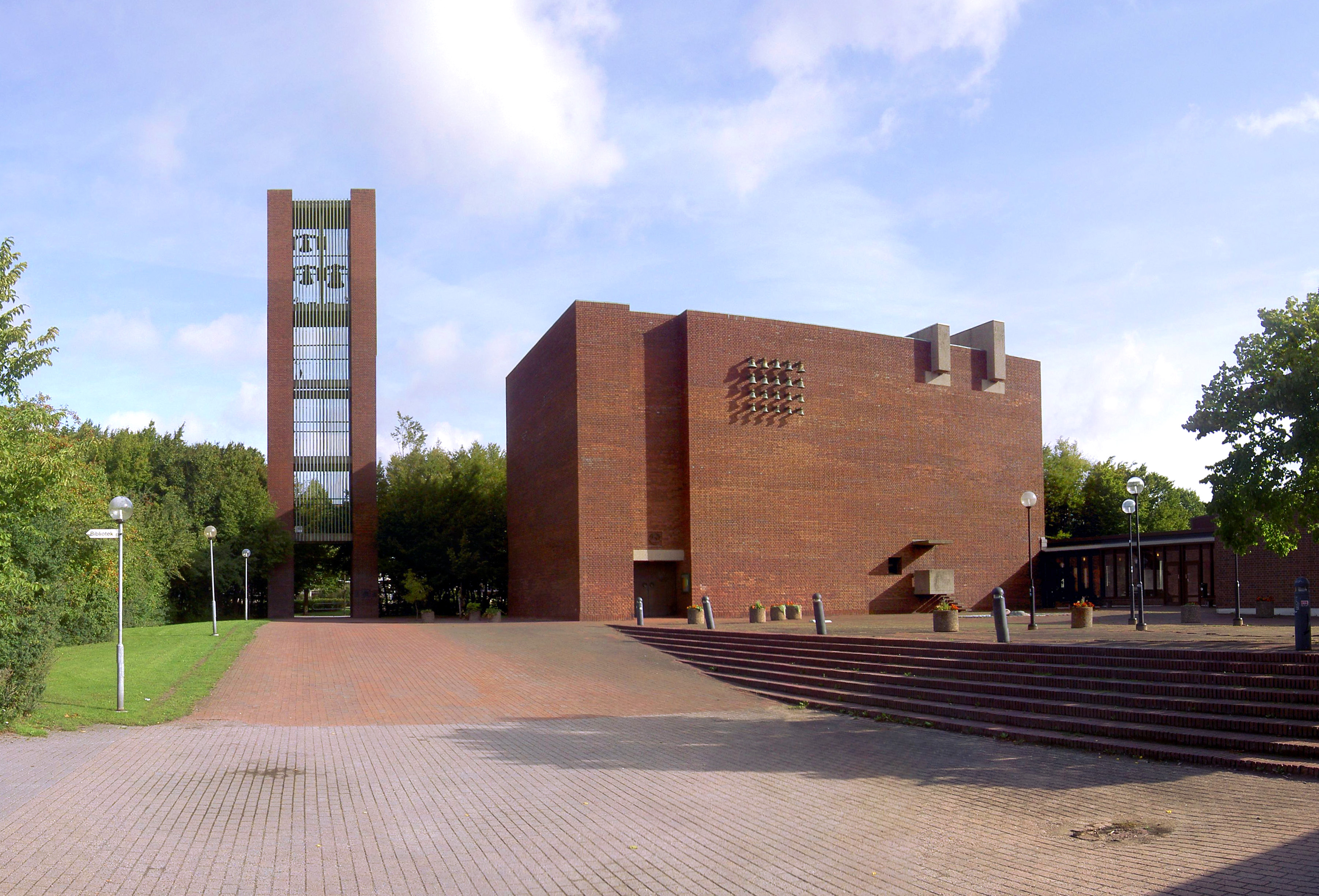
Helgeandskyrkan, Lund (1968).
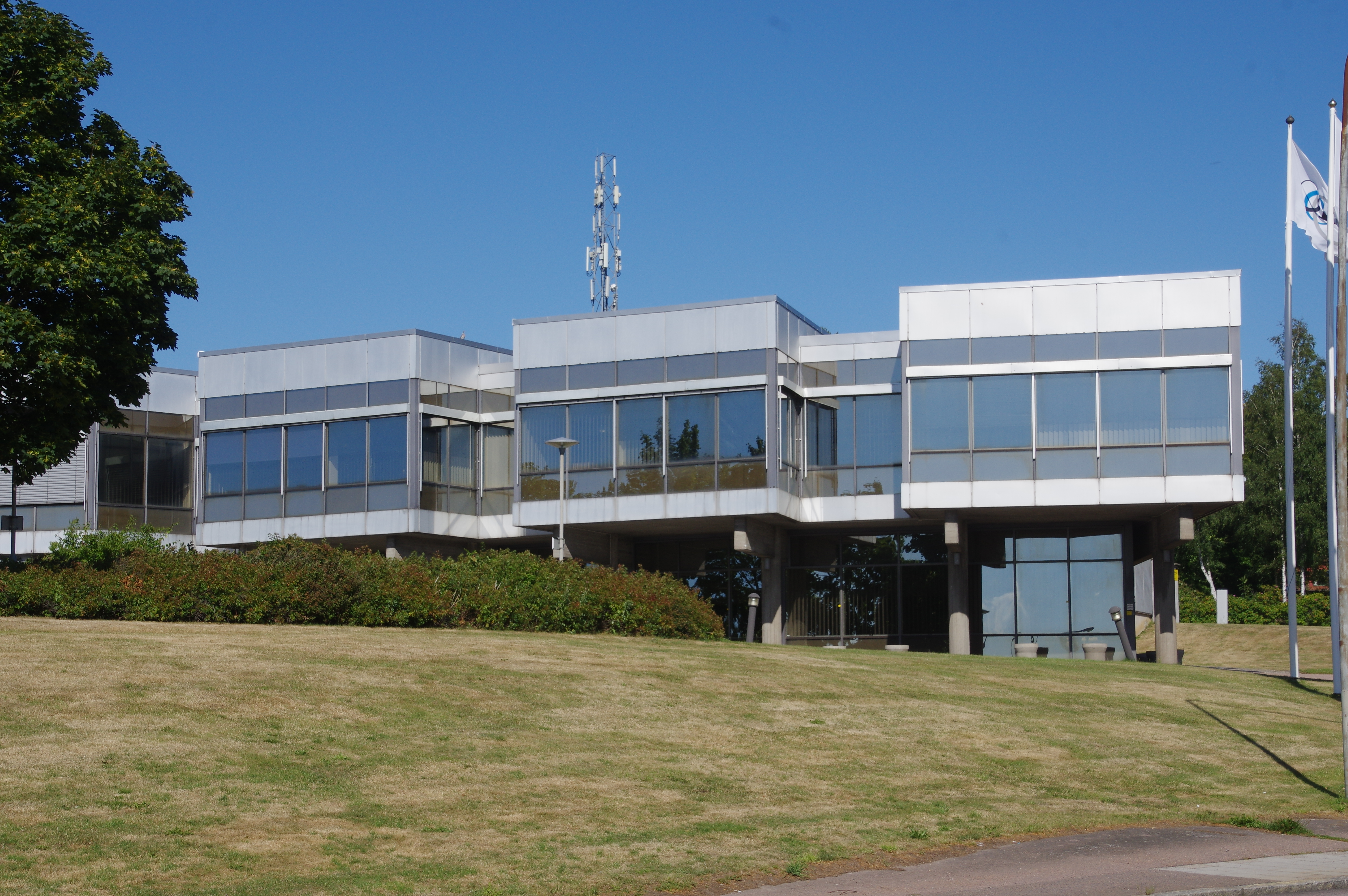
Frigoscandias huvudkontor (1970).
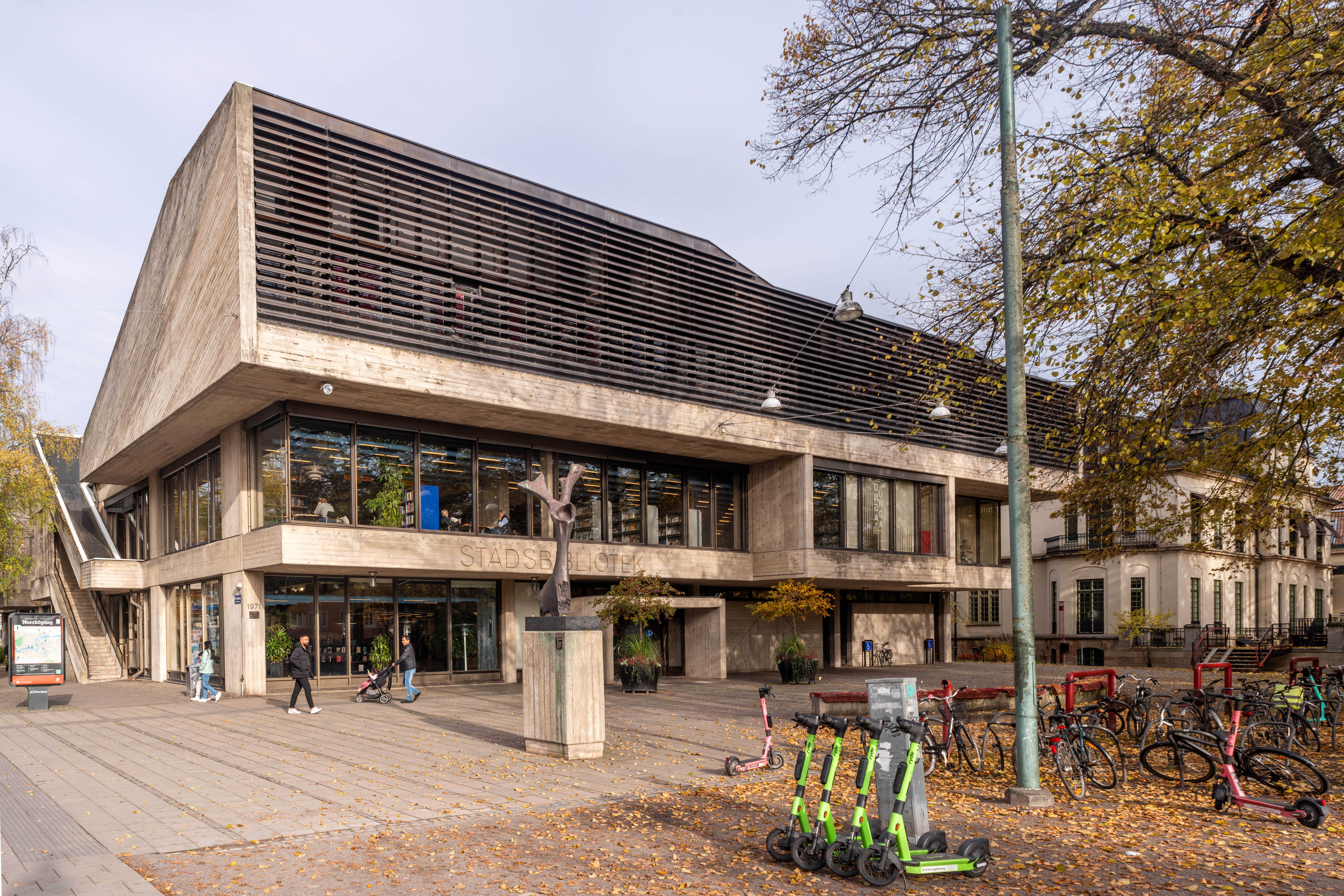
Norrköpings stadsbibliotek (1972). I förgrunden Eric Grates bronsskulptur Nike de Sant Andria.
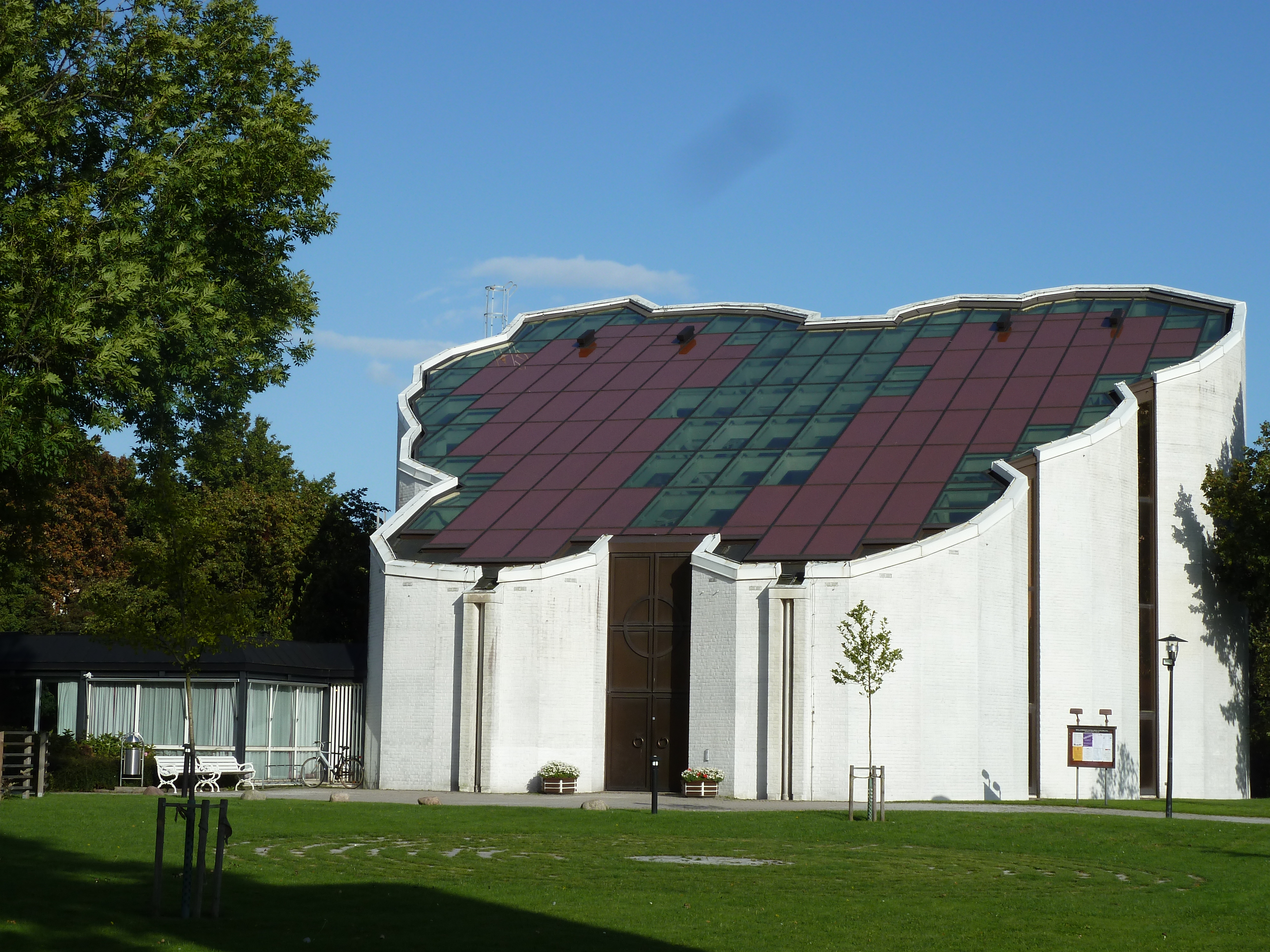
Sankt Matteus kyrka, Malmö (1983).